# 戦闘糧食I型

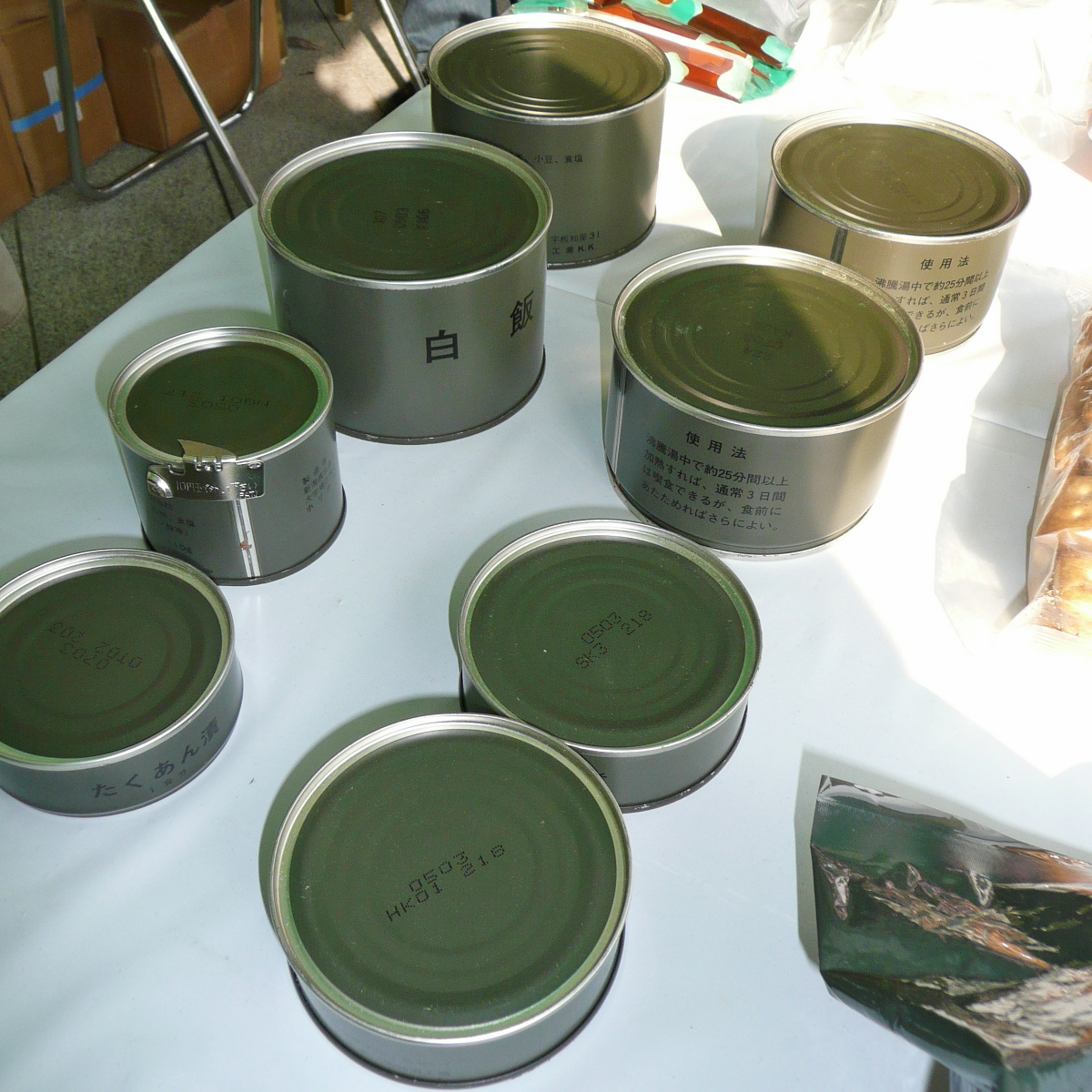
ご飯缶（奥の4点)と主菜または漬物缶（手前の4点）。右奥は袋詰めの乾パン。

戦闘糧食I型（せんとうりょうしょくいちがた）は、自衛隊で使用されているレーション。通称カンメシ。

## 概要
自衛隊が創設された1954年（昭和29年）から採用された缶詰タイプの糧食で、レトルトパウチ包装タイプの戦闘糧食II型が出た現在でも耐久性や保存性の面で優れているとされ、陸海空で使用され続けていたが、陸上自衛隊については2016年（平成28年）度限りで納入が終了している。メニューは大きなご飯缶（およそ二合入っている）一つと、おかず、たくあんそれぞれ一つで構成されるのが一般的である。

## 支給
自衛隊での予算会計では、「非常用糧食」として要求され購入されている。そして賞味期限である3年間のうち、業者から納入されてからの1年は各方面隊補給処、2年目は駐屯地業務隊補給科糧食班倉庫でそれぞれ備蓄糧食として保管され、3年目に各部隊へ計画に基づき配分され演習などで隊員達に食事に供給される際、便宜的に「戦闘糧食I型」と呼ばれることとなる（本来は防衛出動・治安出動・災害派遣の際に、出動先で食べるものなので、正確に言えば戦闘糧食I型と言う物品は自衛隊には存在しない）。
官給品であるため、部隊外への持ち出し（自宅への持ち帰りなど）は禁止されていた。しかし、近年になって地方協力本部・部隊より稀に配布される他、2008年（平成20年）時点では陸上自衛隊朝霞駐屯地内にある陸上自衛隊広報センター「りっくんランド」の売店で、デザインや量は異なるもののほぼ同等品を購入することができた。

## 糧食として

### 缶
通常、缶全体が暗緑色（オリーブドラブ）に塗られており、内容が側面に黒字で書いてある。しかし、缶切りを使った際に、剥げた塗料が食品に混じらないための配慮から、缶上部の縁は無塗装となっている。1990年代初頭までは無塗装のまま支給されていたが、隠掩蔽の不都合（光を反射するので備蓄点が知られてしまう）などの理由で順次OD塗装された物が支給された。ごく一部であるが、貯蔵用のもので全体が無塗装のものもある。特に災害救助派遣では、無塗装の物が支給される場合もある。これらの缶は大きさが工夫され、一番大きなご飯の空き缶の中に小さなおかずの缶の空き缶を重ね、入れ子にすることで、ゴミの減量化に伴う隠蔽性の向上が期待されている。
21世紀初頭現在、一般に出回っている缶詰はプルトップなどの簡単に開けられる物が多いが、このI型では航空機から投下する際の衝撃に耐えられるよう、あえてプルトップを採用しないようになっており、このため開缶には別途缶切りが必要である。航空機投下ではもちろんパラシュートを用いるものの、着地の衝撃は大きく、汁物の入ったレトルトパウチでは耐えることができない点も、II型にI型が取って代わられることのない理由となっている。2005年（平成17年）にはJIS改正に伴い缶詰サイズも変更になったほか、従来型の上面と底面にあったリムが、底面のプレス加工板金への変更に伴い、より接合部の少ない（強度の増した）缶詰へと変更された。
また、銃剣など他の装備を缶切りに使うと、それらが本来の使い方ができなくなる損傷・破損を起こす可能性がある。それを回避するためと、個別に缶切りなどの道具を持ち運ぶ必要をなくすために、小さな缶切りが缶の縁もしくは段ボールの箱にビニールに包まれた形で付属している（乾パンに付属するウインナー缶のみすべての缶に付いており、それ以外は箱に同封）この缶切りは、ご飯缶24個1ケースに付き4個ずつ・おかず缶48個1ケースにも4個ずつ、プレス加工の簡単な缶切りが付属しているという。写真では、左の列の手前から2番目の缶に、缶切りが装着されている。缶切りには「10円玉で外して下さい」と打刻してある。この簡易缶切りは一つで25個以上の缶が開けられる耐久性がある。ただ、数が少ないため取り合いになりやすく、自前の缶切りを携行する隊員もいる。

### パック型
2013年（平成25年）度より試験的に部隊運用開始、2015年（平成27年）度調達分より正式採用となっている。内容物は戦闘糧食II型とほぼ同一の主食2パックとおかず1もしくは2種類であるが、耐久性向上の為に主食パックの封を厚手のビニール素材からアルミ素材に変更し耐久性と賞味期限3年間を確保している。また、2型と違いプラスチック製のトレイを同封し、主食とおかずを盛りつける事でワンプレート方式で食事が出来るようになっている。

### 内容物
日本の食文化にあわせて米飯に特化したメニュー構成となっている。ご飯缶は、冷えた状態では米がβ化しており、固いだけでなく栄養として消化吸収できない。湯煎してα化する必要があるため、通常配給前に一度湯煎する。一度湯煎すればβ化するまで夏場は3日間・冬期間は保温処置をしない場合は数時間の間、そのまま食べることができる。ご飯缶は五目飯や赤飯・鳥飯・しいたけ飯などのバリエーションがある。白飯以外は基本的にそのまま食せるよう味付けがなされている。また、主食に関してはもち米が高比率で配合されているため、非常に腹持ちが良い。
おかず缶も主に醤油風味の味付けで、和食が充実したメニューである。ウインナーなどの洋食もある。また、たくあんの缶詰は隊員達には好評で、演習終了後、酒の肴としても食せるためカンメシの傑作との評もある。
オカズ缶ではこの他、コンビーフや牛肉大和煮などというバリエーションがあり、この辺りは「メニューを充実させることで兵員の士気維持を図る」という他国レーションと同種の工夫が見られる。
おかず缶の栄養比率は比較的塩分が高く少ないおかずでご飯を大量に食せる内容量となっている。任務中の隊員には塩分比率が合っていても、災害派遣などで被災者などに配られる場合、高血圧症などに気をつける必要がある。
戦闘糧食I型には、乾パンと金平糖・ウインナー缶のセットがある。乾パンは透明色の袋に黒字で「乾パン」と書かれており、米飯と違い寒冷地で冷たくなっても食感が変わらないため、冬季演習中には好んで乾パンを食べる隊員もいる。

## 処分方法
陸上自衛隊のマニュアルなどでは、食べ終わった後は原則として潰してから埋める事になっている。これは、空き缶の数から部隊の規模を推測されるのを防ぐためである。ただし、このような廃棄方法は有事における扱いで、演習場においては各部隊で空缶を回収、廃棄される。部隊に配分された缶飯は多くが食されずに一定期間の保管後は廃棄処分となる（現在はコンビニによる演習前および演習終了後の食事の調達が容易なため）。演習で使用されたレーションの容器は、その使用による損傷が腐敗の原因となるおそれがあるため、回収および再使用されることはない。

## 災害派遣
自衛隊の災害派遣の増加に伴い、被災者への食料として使われることが多い。しかし、「苦しい状況下で赤飯を配るとは何事だ」といった苦情が出るなどの問題がある（実例はない）。そのため、災害派遣にはなるべく使わないよう配慮がなされている。ただ、実際は、米食の中でも特に「もち米」が高比率で配合されているため腹持ちが良いという実用的な面と、単純に配布する食料のバリエーションをふやす目的で赤飯が選ばれたと推測される。その後、2011年（平成23年）に発生した東日本大震災の災害派遣を機に、陸上自衛隊・航空自衛隊は赤飯の調達を中止することを決定した。これにより、1957年（昭和32年）の調達開始以来54年目に、赤飯が陸上自衛隊・航空自衛隊の戦闘糧食のメニューから外れた。
阪神・淡路大震災の際は、緊急食料として缶詰食が供給されたが、大量の缶詰を湯煎する設備が無かったため、神戸港接岸中の護衛艦の浴槽で代用した。北海道南西沖地震の際にも、奥尻島の住民に対して航空自衛隊奥尻分屯基地に保管されていた緊急用の缶詰食が配布され、やはり分屯基地の浴槽に熱湯を入れて缶詰の湯煎が行われた。

## 野外炊事車
陸上自衛隊には野外炊事車（野外炊具）がある。缶詰は基本的に野外炊具で湯煎されてから配布される（隊員個人が携帯している装備で缶詰を湯煎することは困難である）。野外炊事車は戦闘糧食を使用しないような待機中などの場面において使用される。災害派遣にも携行される。